# Egyiptomi labdarúgó-válogatott
Az egyiptomi labdarúgó-válogatott (arabul: منتخب مصر لكرة القدم), vagy becenevükön a fáraók, Egyiptom nemzeti csapata, amelyet az egyiptomi labdarúgó-szövetség (arabul: اتحاد الكرة المصرية) irányít. A labdarúgó-világbajnokságok történelmének első afrikai nemzete eddig hat alkalommal hódította el az afrikai nemzetek kupáját.

## Története
Egyiptom a fekete kontinens legrégebbi és egyik legsikeresebb labdarúgó-válogatottja: Egyiptom volt az első afrikai nemzet, amely részt vett a labdarúgó-világbajnokságon, illetve az afrikai nemzetek kupájának első kiírását is ők nyerték. A közel 90 éves múlttal rendelkező észak-afrikai ország labdarúgásának történelmében egyaránt felfedezhetőek sikeres és sikertelen korszakok is.

### Korai évek
Egyiptom - az afrikai nemzetek közül elsőként - már 1920-as években a nemzetközi labdarúgóélet vérkeringésének szerves képezte. 1920. augusztus elején, az 1920. évi nyári olimpiai játékokra való felkészülés jegyében játszották első mérkőzésüket a rendező belga labdarúgó-válogatott ellen. A történelmi jelentőségű találkozó 4-2-es vendég sikerrel zárult. A nemzetközi bemutatkozást követő, illetve az 1924-es és 1928-as nyári olimpiai játékok eredményei az egyiptomi labdarúgás meghatározó szerepét igazolták.
A fáraók világbajnoki-selejtezőn először 1934. március 16-án léptek pályára Palesztina ellenében egy 7-1-es győzelemmel zárult mérkőzésen. A palesztinai visszavágó puszta formalitást jelentett a tetemes előny tudtában, így a 4-1-es újabb siker azt jelentette, hogy Egyiptom lett az első afrikai labdarúgó-válogatott a labdarúgó-világbajnokság döntőiben. A többek között Mohtár el-Tetst és Abd el-Rahmán Fávzit is a soraiban tudó egyiptomi válogatott 4-2-es arányban elvesztette első világbajnoki-mérkőzését Magyarország ellenében és így búcsúzni kényszerültek a tornától. A következő szereplésre 56 évet kellett várniuk.
A sikertelen világbajnoki szereplést követő másfél évtized a fokozódó, majd a kialakult világháborús jegyében telt, amely jelentős hatással volt az egyiptomi labdarúgás hanyatlására.

### Az első aranykorszak
1957-ben Egyiptom, Szudán, Dél-Afrika és Etiópia képviselői alapították az Afrikai Labdarúgó-szövetséget (CAF). A szövetség elsődleges célkitűzései közé az afrikai labdarúgó-válogatottak fejlődésének elősegítése és egy közös kontinensviadal megszervezése tartozott. Az 1957. február 10-én, az első ízben kiirásra került afrikai nemzetek kupája-nyitómérkőzésén Egyiptom 2-1-es arányban múlta felül Szudán nemzetei tizenegyét, majd a hat nappal későbbi, Etiópia elleni 4–0-s győzelem azt jelentette, hogy Egyiptom ülhetett fel először Afrika képzeletbeli labdarúgó trónjára.
1958-ban Szíria és Egyiptom alkotta unió részben egy új név (Egyesült Arab Köztársaság), részben egy új siker záloga lett. Az 1959-es afrikai nemzetek kupáján az uniós válogatott már mint legnagyobb esélyes léphetett pályára. A Mahmúd el-Gohári vezette csapat favorithoz méltóan, két győzelemmel zárta a tornát, így megőrizték bajnoki címüket, amelyet ugyan sem 1962-ben (másodikak lettek), sem 1963-ban (harmadikok lettek) nem sikerült megismételniük, de Egyiptom labdarúgó-történelmének ezen szakasza, mint az első aranykorszak íródott a labdarúgás almanachjaiba.

### A változatosság korszaka (1964–1984)
Az 1963-as afrikai nemzetek kupája utáni húsz évet a háborús feszültségek hatására imbolygó labdarúgóélet változatossága jellemezte, amely a válogatott számos visszalépését és a labdarúgás minőségének romlását eredményezte. A fokozatos hanyatlás folyamata az 1970-es afrikai nemzetek kupáján elért bronzérem után fékeződni látszott, de főként a Haszan el-Sázli csatártehetségére épülő csapat két évvel később, nagy meglepetésre nem tudta kiharcolni a kontinensviadalon való részvételt. A folyamatot az Egyiptomi labdarúgó-szövetség több barátságos mérkőzés szervezésével próbálta megállítani. Törekvésük az 1974-es afrikai nemzetek kupája bronzérmével csúcsosodott ki köszönhetően a későbbi szövetségi kapitány, Haszan Seháta kiváló játékának.
A következő 8 év maga volt az igazi változatosság: 1976-ban 4. helyet 1978-ban sikertelen selejtező követett, majd az 1980-as 4. helyet, 1982-ben visszalépés, majd 1984-ben pedig újabb 4. hely váltott fel Egyiptom afrikai nemzetek kupája-szereplésében. A sikeres szereplések legfőbb alakja a csatártehetség, Mahmúd el-Hatíb volt.

### A második aranykorszak (1985–2010)
1985. szeptember 10-én, egy Oslóban rendezett, Norvégia elleni barátságos mérkőzésen lépett első válogatottságán pályára az egyiptomi labdarúgás leghíresebb alakja Hoszám Haszan, aki egyrészt pályafutásának 21 éve alatt felállította az egyiptomi válogatottsági és gólszerzői csúcsot, másrészt nagy mértékben járult hozzá hazája legfényesebb sportkorszakához. Az 1986-ban a labdarúgó-világbajnokságra, 1986-ban, 1998-ban és 2006-ban afrikai nemzetek kupája aranyéremig vezető csatár neve mára egybeforrt az egyiptomi labdarúgással. Az egyiptomi válogatott 2008-ban és 2010-ben is megnyerte az afrikai nemzetek kupája serlegét. Előbbin Kamerunt, utóbbin Ghánát győzték le 1–0-ra a döntőben.

### 2010 és 2022 közötti időszak

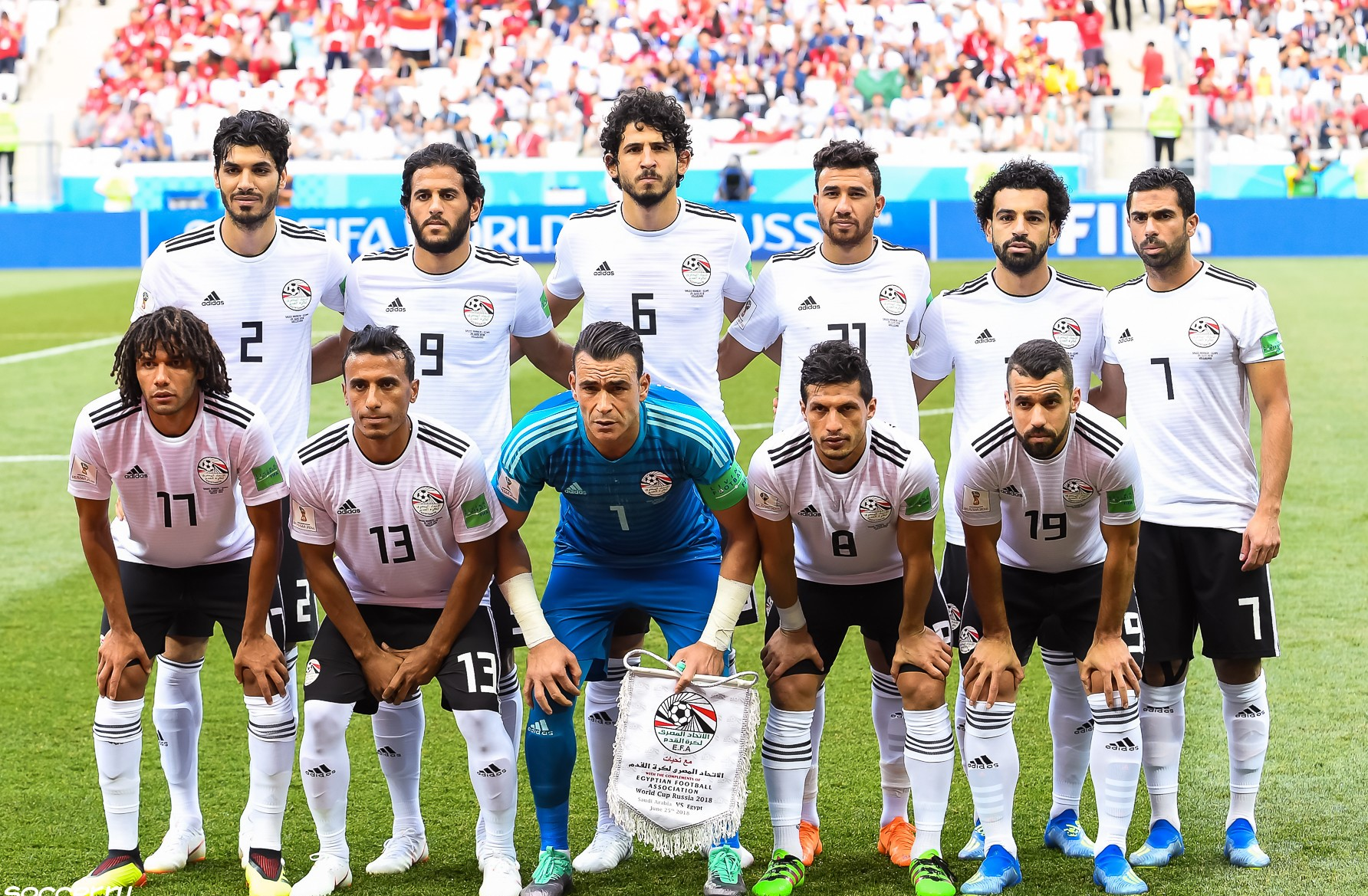
Az egyiptomi válogatott a 2018-as világbajnokságon

A nílusi forradalom óta a nemzeti válogatott egy nemzetközi tornára sem tudott kijutni, 2012-ben, 2013-ban és 2015-ben is lemaradt az afrikai nemzetek kupájáról. a 2017-es tornán Malival 0–0-ás döntetlent játszottak, Ugandát és Ghánát 1–0-ra verték a csoportban. A negyeddöntőben Marokkót győzték le 1–0-ra, az elődöntőben Burkina Faso ellen 1–1-es döntetlent követően büntetőkkel jutottak tovább. A döntőben Kamerunnal találkoztak és Mohamed en-Neni góljával megszerezték a vezetést az egyiptomiak, Kamerunnak azonban sikerült fordítania és végül 2–1-re megnyernie a döntőt. 2017. október 17-én legyőzték Kongót 2–1-re világbajnoki-selejtezőn, ami azt jelentette, hogy hosszú időt követően sikerült kijutniuk a világbajnoksága, ahol a házigazda Oroszország, Uruguay és Szaúd-Arábia társaságában az A csoportban szerepeltek. Első mérkőzésükön 1–0-ra elveszítették Uruguay ellen. Oroszországtól 3–1-re kaptak ki, az egyiptomiak gólján Mohamed Szaláh szerezte. Szaúd-Arábia ellen Szaláh góljával megszerezték a vezetést, de végül 2–1 arányban alulmaradtak.  
A 2019-es afrikai nemzetek kupáján Mahmúd Haszan góljával 1–0-ra verték Zimbabwét. Ahmed el-Mohamedi és Mohamed Szaláh góljával 2–0-ra verték a Kongói DK csapatát. Uganda ellen 2–0-ra győztek, ugyancsak el-MOhamedi és Szaláh voltak a gólszerzők. A nyolcaddöntőt Dél-Afrikával szemben elveszítették 1–0-ra és kiestek.
A 2021-es tornán a csoportkörben Nigériától kikaptak 1–0-ra, Bissau-Guineát és Szudánt ugyanilyen arányban győzték le. A nyolcaddöntőben Elefántcsontpart ellen 0–0-ás eredményt követően büntetőkkel jutottak a legjobb nyolc közé. A negyeddöntőben Mahmúd Haszan és Mohamed Szaláh találatával kiejtették Marokkót. Az elődöntőben Kamerun ellen értek el 0–0-ás döntetlent és büntetőrúgásokkal (3–1) jutottak tovább. A döntőben Szenegállal találkoztak és se a rendes játékidőben, sem a hosszabbításban nem született gól. A büntetőpárbajban Szenegál bizonyult jobbnak 4–2 arányban, a győztes találatot Sadio Mané szerezte. Ezzel Szenegál megszerezte története első győzelmét az afrikai nemzetek kupáján.
A 2022-es világbajnokság selejtezőiben ismét szembekerült a két csapat és összesítésben 1–1-es döntetlen született. A büntetőpárbajban ismét Szenegál volt a szerencsésebb és jutott ki a világbajnokságra. Sadio Mané büntetője döntött és ezzel kiejtette liverpooli csapattársát Mohamed Szaláh-t.

## Nemzetközi eredmények
Afrikai nemzetek kupája
- Aranyérmes: 7 alkalommal (1957, 1959, 1986, 1998, 2006, 2008, 2010)
- Ezüstérmes: 3 alkalommal (1962, 2017, 2021)
- Bronzérmes: 3 alkalommal (1963, 1970, 1974)

Afrika-játékok
- Aranyérmes: 2 alkalommal (1987, 1995)
- Bronzérmes: 1 alkalommal (1973)

Afro-ázsiai nemzetek kupája
- Ezüstérmes: 2 alkalommal (1988, 2007)

FIFA-Arab kupa
- Aranyérmes: 1 alkalommal (1992)
- bronzérmes: 1 alkalommal (1988)

Mediterrán játékok
- Aranyérmes: 1 alkalommal (1955)
- Ezüstérmes: 1 alkalommal (1951)
- Bronzérmes: 1 alkalommal (1949)

Palesztin-kupa
- Aranyérmes: 2 alkalommal (1972, 1975)

Pánarab játékok
- Aranyérmes: 3 alkalommal (1953, 1965, 1992, 2007)
- Ezüstérmes: 1 alkalommal (1961)

### Világbajnoki szereplés
| Év       | Eredmény      | Helyezés      | M             | GY            | D             | V             | RG            | KG            |
| -------- | ------------- | ------------- | ------------- | ------------- | ------------- | ------------- | ------------- | ------------- |
| 1930     | Visszalépett  | Visszalépett  | Visszalépett  | Visszalépett  | Visszalépett  | Visszalépett  | Visszalépett  | Visszalépett  |
| 1934     | Nyolcaddöntő  | 13.           | 1             | 0             | 0             | 1             | 2             | 4             |
| 1938     | Visszalépett  | Visszalépett  | Visszalépett  | Visszalépett  | Visszalépett  | Visszalépett  | Visszalépett  | Visszalépett  |
| 1950     | Nem indult    | Nem indult    | Nem indult    | Nem indult    | Nem indult    | Nem indult    | Nem indult    | Nem indult    |
| 1954     | Nem jutott be | Nem jutott be | Nem jutott be | Nem jutott be | Nem jutott be | Nem jutott be | Nem jutott be | Nem jutott be |
| 1958     | Visszalépett  | Visszalépett  | Visszalépett  | Visszalépett  | Visszalépett  | Visszalépett  | Visszalépett  | Visszalépett  |
| 1962     | Visszalépett  | Visszalépett  | Visszalépett  | Visszalépett  | Visszalépett  | Visszalépett  | Visszalépett  | Visszalépett  |
| 1966     | Visszalépett  | Visszalépett  | Visszalépett  | Visszalépett  | Visszalépett  | Visszalépett  | Visszalépett  | Visszalépett  |
| 1970     | Nem indult    | Nem indult    | Nem indult    | Nem indult    | Nem indult    | Nem indult    | Nem indult    | Nem indult    |
| 1974     | Nem jutott be | Nem jutott be | Nem jutott be | Nem jutott be | Nem jutott be | Nem jutott be | Nem jutott be | Nem jutott be |
| 1978     | Nem jutott be | Nem jutott be | Nem jutott be | Nem jutott be | Nem jutott be | Nem jutott be | Nem jutott be | Nem jutott be |
| 1982     | Nem jutott be | Nem jutott be | Nem jutott be | Nem jutott be | Nem jutott be | Nem jutott be | Nem jutott be | Nem jutott be |
| 1986     |               |               |               |               |               |               |               |               |
| 1990     | Csoportkör    | 20.           | 3             | 0             | 2             | 1             | 1             | 2             |
| 1994     | Nem jutott be | Nem jutott be | Nem jutott be | Nem jutott be | Nem jutott be | Nem jutott be | Nem jutott be | Nem jutott be |
| 1998     | Nem jutott be | Nem jutott be | Nem jutott be | Nem jutott be | Nem jutott be | Nem jutott be | Nem jutott be | Nem jutott be |
| 2002     | Nem jutott be | Nem jutott be | Nem jutott be | Nem jutott be | Nem jutott be | Nem jutott be | Nem jutott be | Nem jutott be |
| 2006     | Nem jutott be | Nem jutott be | Nem jutott be | Nem jutott be | Nem jutott be | Nem jutott be | Nem jutott be | Nem jutott be |
| 2010     | Nem jutott be | Nem jutott be | Nem jutott be | Nem jutott be | Nem jutott be | Nem jutott be | Nem jutott be | Nem jutott be |
| 2014     | Nem jutott be | Nem jutott be | Nem jutott be | Nem jutott be | Nem jutott be | Nem jutott be | Nem jutott be | Nem jutott be |
| 2018     | Csoportkör    | 31.           | 3             | 0             | 0             | 3             | 2             | 6             |
| 2022     | Nem jutott be | Nem jutott be | Nem jutott be | Nem jutott be | Nem jutott be | Nem jutott be | Nem jutott be | Nem jutott be |
| Összesen | Nyolcaddöntő  | 3/22          | 7             | 0             | 2             | 5             | 5             | 12            |

### Afrikai nemzetek kupája-szereplés
| Afrikai nemzetek kupája szereplés | Afrikai nemzetek kupája szereplés           | Afrikai nemzetek kupája szereplés           | Afrikai nemzetek kupája szereplés           | Afrikai nemzetek kupája szereplés           | Afrikai nemzetek kupája szereplés           | Afrikai nemzetek kupája szereplés           | Afrikai nemzetek kupája szereplés           | Afrikai nemzetek kupája szereplés           |
| Év                                | Eredmény                                    | Helyezés                                    | M                                           | Gy                                          | D*                                          | V                                           | RG                                          | KG                                          |
| --------------------------------- | ------------------------------------------- | ------------------------------------------- | ------------------------------------------- | ------------------------------------------- | ------------------------------------------- | ------------------------------------------- | ------------------------------------------- | ------------------------------------------- |
| 1957                              | Aranyérmes                                  | 1.                                          | 2                                           | 2                                           | 0                                           | 0                                           | 6                                           | 1                                           |
| 1959                              | Aranyérmes                                  | 1.                                          | 2                                           | 2                                           | 0                                           | 0                                           | 6                                           | 1                                           |
| 1962                              | Ezüstérmes                                  | 2.                                          | 2                                           | 1                                           | 0                                           | 1                                           | 4                                           | 5                                           |
| 1963                              | Bronzérmes                                  | 3.                                          | 3                                           | 2                                           | 1                                           | 0                                           | 11                                          | 5                                           |
| 1965                              | Bejutott, de a selejtezők után visszalépett | Bejutott, de a selejtezők után visszalépett | Bejutott, de a selejtezők után visszalépett | Bejutott, de a selejtezők után visszalépett | Bejutott, de a selejtezők után visszalépett | Bejutott, de a selejtezők után visszalépett | Bejutott, de a selejtezők után visszalépett | Bejutott, de a selejtezők után visszalépett |
| 1968                              | Visszalépett                                | Visszalépett                                | Visszalépett                                | Visszalépett                                | Visszalépett                                | Visszalépett                                | Visszalépett                                | Visszalépett                                |
| 1970                              | Bronzérmes                                  | 3.                                          | 5                                           | 3                                           | 1                                           | 1                                           | 10                                          | 5                                           |
| 1972                              | Visszalépett                                | Visszalépett                                | Visszalépett                                | Visszalépett                                | Visszalépett                                | Visszalépett                                | Visszalépett                                | Visszalépett                                |
| 1974                              | Bronzérmes                                  | 3.                                          | 5                                           | 4                                           | 0                                           | 1                                           | 13                                          | 5                                           |
| 1976                              | Elődöntő                                    | 4.                                          | 6                                           | 1                                           | 2                                           | 3                                           | 9                                           | 12                                          |
| 1978                              | Nem jutott be                               | Nem jutott be                               | Nem jutott be                               | Nem jutott be                               | Nem jutott be                               | Nem jutott be                               | Nem jutott be                               | Nem jutott be                               |
| 1980                              | Elődöntő                                    | 4.                                          | 5                                           | 2                                           | 1                                           | 2                                           | 6                                           | 7                                           |
| 1982                              | Visszalépett                                | Visszalépett                                | Visszalépett                                | Visszalépett                                | Visszalépett                                | Visszalépett                                | Visszalépett                                | Visszalépett                                |
| 1984                              | Elődöntő                                    | 4.                                          | 5                                           | 2                                           | 2                                           | 1                                           | 6                                           | 6                                           |
| 1986                              | Aranyérmes                                  | 1.                                          | 5                                           | 3                                           | 1                                           | 1                                           | 5                                           | 1                                           |
| 1988                              | Csoportkör                                  | 6.                                          | 3                                           | 1                                           | 1                                           | 1                                           | 3                                           | 1                                           |
| 1990                              | Csoportkör                                  | 8.                                          | 3                                           | 0                                           | 0                                           | 3                                           | 1                                           | 6                                           |
| 1992                              | Csoportkör                                  | 11.                                         | 2                                           | 0                                           | 0                                           | 2                                           | 0                                           | 2                                           |
| 1994                              | Negyeddöntő                                 | 5.                                          | 3                                           | 1                                           | 1                                           | 1                                           | 4                                           | 1                                           |
| 1996                              | Negyeddöntő                                 | 7.                                          | 4                                           | 2                                           | 0                                           | 2                                           | 5                                           | 6                                           |
| 1998                              | Aranyérmes                                  | 1.                                          | 6                                           | 4                                           | 1                                           | 1                                           | 10                                          | 1                                           |
| 2000                              | Negyeddöntő                                 | 5.                                          | 4                                           | 3                                           | 0                                           | 1                                           | 7                                           | 3                                           |
| 2002                              | Negyeddöntő                                 | 6.                                          | 4                                           | 2                                           | 0                                           | 2                                           | 3                                           | 3                                           |
| 2004                              | Csoportkör                                  | 9.                                          | 3                                           | 1                                           | 1                                           | 1                                           | 3                                           | 3                                           |
| 2006                              | Aranyérmes                                  | 1.                                          | 6                                           | 4                                           | 2                                           | 0                                           | 12                                          | 3                                           |
| 2008                              | Aranyérmes                                  | 1.                                          | 6                                           | 5                                           | 1                                           | 0                                           | 15                                          | 5                                           |
| 2010                              | Aranyérmes                                  | 1.                                          | 6                                           | 6                                           | 0                                           | 0                                           | 15                                          | 2                                           |
| 2012                              | Nem jutott be                               | Nem jutott be                               | Nem jutott be                               | Nem jutott be                               | Nem jutott be                               | Nem jutott be                               | Nem jutott be                               | Nem jutott be                               |
| 2013                              | Nem jutott be                               | Nem jutott be                               | Nem jutott be                               | Nem jutott be                               | Nem jutott be                               | Nem jutott be                               | Nem jutott be                               | Nem jutott be                               |
| 2015                              | Nem jutott be                               | Nem jutott be                               | Nem jutott be                               | Nem jutott be                               | Nem jutott be                               | Nem jutott be                               | Nem jutott be                               | Nem jutott be                               |
| 2017                              | Ezüstérmes                                  | 2.                                          | 6                                           | 3                                           | 2                                           | 1                                           | 5                                           | 3                                           |
| 2019                              | Nyolcaddöntő                                | 10.                                         | 4                                           | 3                                           | 0                                           | 1                                           | 5                                           | 1                                           |
| 2021                              | Ezüstérmes                                  | 2.                                          | 7                                           | 3                                           | 3                                           | 1                                           | 4                                           | 2                                           |
| 2023                              | Folyamatban                                 | Folyamatban                                 | Folyamatban                                 | Folyamatban                                 | Folyamatban                                 | Folyamatban                                 | Folyamatban                                 | Folyamatban                                 |
| 2025                              | Folyamatban                                 | Folyamatban                                 | Folyamatban                                 | Folyamatban                                 | Folyamatban                                 | Folyamatban                                 | Folyamatban                                 | Folyamatban                                 |
| Összesen                          | 7 aranyérem                                 | 25/33                                       | 107                                         | 60                                          | 20                                          | 27                                          | 168                                         | 90                                          |

*Beleértve az egyeneses kieséses szakaszban elért döntetleneket is.

### Konföderációs kupa-szereplés
| Konföderációs kupa szereplés | Konföderációs kupa szereplés | Konföderációs kupa szereplés | Konföderációs kupa szereplés | Konföderációs kupa szereplés | Konföderációs kupa szereplés | Konföderációs kupa szereplés | Konföderációs kupa szereplés | Konföderációs kupa szereplés |               |
| Év                           | Eredmény                     | Helyezés                     | M                            | Gy                           | D*                           | V                            | RG                           | KG                           |               |
| ---------------------------- | ---------------------------- | ---------------------------- | ---------------------------- | ---------------------------- | ---------------------------- | ---------------------------- | ---------------------------- | ---------------------------- | ------------- |
| 1992                         | Nem jutott be                | Nem jutott be                | Nem jutott be                | Nem jutott be                | Nem jutott be                | Nem jutott be                | Nem jutott be                | Nem jutott be                | Nem jutott be |
| 1995                         | Nem jutott be                | Nem jutott be                | Nem jutott be                | Nem jutott be                | Nem jutott be                | Nem jutott be                | Nem jutott be                | Nem jutott be                | Nem jutott be |
| 1997                         | Nem jutott be                | Nem jutott be                | Nem jutott be                | Nem jutott be                | Nem jutott be                | Nem jutott be                | Nem jutott be                | Nem jutott be                | Nem jutott be |
| 1999                         | Csoportkör                   | 7.                           | 3                            | 0                            | 2                            | 1                            | 5                            | 9                            |               |
| 2001                         | Nem jutott be                | Nem jutott be                | Nem jutott be                | Nem jutott be                | Nem jutott be                | Nem jutott be                | Nem jutott be                | Nem jutott be                | Nem jutott be |
| 2003                         | Nem jutott be                | Nem jutott be                | Nem jutott be                | Nem jutott be                | Nem jutott be                | Nem jutott be                | Nem jutott be                | Nem jutott be                | Nem jutott be |
| 2005                         | Nem jutott be                | Nem jutott be                | Nem jutott be                | Nem jutott be                | Nem jutott be                | Nem jutott be                | Nem jutott be                | Nem jutott be                | Nem jutott be |
| 2009                         | Csoportkör                   | 6.                           | 3                            | 1                            | 0                            | 2                            | 4                            | 7                            |               |
| 2013                         | Nem jutott be                | Nem jutott be                | Nem jutott be                | Nem jutott be                | Nem jutott be                | Nem jutott be                | Nem jutott be                | Nem jutott be                | Nem jutott be |
| 2017                         | Nem jutott be                | Nem jutott be                | Nem jutott be                | Nem jutott be                | Nem jutott be                | Nem jutott be                | Nem jutott be                | Nem jutott be                | Nem jutott be |
| Összesen                     | Csoportkör                   | 2/10                         | 6                            | 1                            | 2                            | 3                            | 9                            | 16                           |               |

### Olimpiai szereplés
| Év         | Eredmény                  | Hely                      | M                         | Gy                        | D                         | V                         | RG                        | KG                        |
| ---------- | ------------------------- | ------------------------- | ------------------------- | ------------------------- | ------------------------- | ------------------------- | ------------------------- | ------------------------- |
| 1900– 1912 | Nem vett részt            | Nem vett részt            | Nem vett részt            | Nem vett részt            | Nem vett részt            | Nem vett részt            | Nem vett részt            | Nem vett részt            |
| 1920       | Első forduló              | 8.                        | 1                         | 0                         | 0                         | 1                         | 1                         | 2                         |
| 1924       | Negyeddöntő               | 8.                        | 2                         | 1                         | 0                         | 1                         | 3                         | 5                         |
| 1928       | Elődöntő                  | 4.                        | 2                         | 2                         | 0                         | 2                         | 12                        | 19                        |
| 1932       | Nem volt labdarúgótorna   | Nem volt labdarúgótorna   | Nem volt labdarúgótorna   | Nem volt labdarúgótorna   | Nem volt labdarúgótorna   | Nem volt labdarúgótorna   | Nem volt labdarúgótorna   | Nem volt labdarúgótorna   |
| 1936       | Első forduló              | 11.                       | 1                         | 0                         | 0                         | 1                         | 1                         | 3                         |
| 1948       | Első forduló              | 12.                       | 1                         | 0                         | 0                         | 1                         | 1                         | 3                         |
| 1952       | Első forduló              | 12.                       | 2                         | 1                         | 0                         | 1                         | 6                         | 7                         |
| 1956       | Bejutott, de visszalépett | Bejutott, de visszalépett | Bejutott, de visszalépett | Bejutott, de visszalépett | Bejutott, de visszalépett | Bejutott, de visszalépett | Bejutott, de visszalépett | Bejutott, de visszalépett |
| 1960       | Első forduló              | 13.                       | 3                         | 0                         | 1                         | 2                         | 4                         | 11                        |
| 1964       | Elődöntő                  | 4.                        | 6                         | 2                         | 1                         | 3                         | 18                        | 16                        |
| 1968       | Visszalépett              | Visszalépett              | Visszalépett              | Visszalépett              | Visszalépett              | Visszalépett              | Visszalépett              | Visszalépett              |
| 1972       | Nem jutott be             | Nem jutott be             | Nem jutott be             | Nem jutott be             | Nem jutott be             | Nem jutott be             | Nem jutott be             | Nem jutott be             |
| 1976       | Nem jutott be             | Nem jutott be             | Nem jutott be             | Nem jutott be             | Nem jutott be             | Nem jutott be             | Nem jutott be             | Nem jutott be             |
| 1980       | Bejutott, de visszalépett | Bejutott, de visszalépett | Bejutott, de visszalépett | Bejutott, de visszalépett | Bejutott, de visszalépett | Bejutott, de visszalépett | Bejutott, de visszalépett | Bejutott, de visszalépett |
| 1984       | Negyeddöntő               | 8.                        | 4                         | 1                         | 1                         | 2                         | 5                         | 5                         |
| 1988       | Nem jutott be             | Nem jutott be             | Nem jutott be             | Nem jutott be             | Nem jutott be             | Nem jutott be             | Nem jutott be             | Nem jutott be             |
| Összesen   | 4. hely                   | 11/26                     | 31                        | 9                         | 4                         | 18                        | 62                        | 85                        |

- 1948 és 1988 között amatőr, 1992-től kezdődően U23-as játékosok vettek részt az olimpiai játékokon

## Játékosok

### Jelenlegi keret
A 2008-as afrikai nemzetek kupájára nevezett hivatalos játékoskeret. (2008. január)
| Szám | Poszt | Név                     | Születési dátum (Kor) | Vál. | Klub              |
| ---- | ----- | ----------------------- | --------------------- | ---- | ----------------- |
| 1    | K     | Eszám el-Hadari         | 1973. január 15.      |      | FC Sion           |
| 2    | V     | Mahmúd Fath Alláh       | 1982. február 12.     |      | Ez-Zamálek        |
| 3    | KP    | Ahmed el-Mohamedi       | 1987. szeptember 9.   |      | ENPPI             |
| 4    | V     | Ibráhím Szaíd           | 1979. október 16.     |      | Rizespor          |
| 5    | V     | Sádi Mohammed           | 1977. november 29.    |      | al-Ahli           |
| 6    | V     | Háni Szaíd              | 1980. április 22.     |      | Iszmáíli SC       |
| 7    | V     | Ahmed Fáti              | 1984. november 10.    |      | al-Ahli           |
| 8    | KP    | Hoszni Abd Rabo         | 1984. november 1.     |      | Iszmáíli SC       |
| 9    | CS    | Mohammed Zídán          | 1981. december 11.    |      | Borussia Dortmund |
| 10   | CS    | Emád Motaab             | 1983. február 20.     |      | al-Ahli           |
| 11   | KP    | Mohammed Sauki          | 1981. október 5.      |      | Middlesbrough     |
| 12   | KP    | Omar Gamál              | 1982. szeptember 16.  |      | Iszmáíli SC       |
| 13   | V     | Tárek esz-Szajjed       | 1978. október 9.      |      | Ez-Zamálek        |
| 14   | V     | Szajjed Moavvad         | 1979. február 25.     |      | Iszmáíli SC       |
| 15   | KP    | Ahmed Saabán            | 1978. október 10.     |      | Petrojet          |
| 16   | K     | Mohammed Abd el-Monszef | 1977. február 6.      |      | Ez-Zamálek        |
| 17   | KP    | Ahmed Haszan            | 1975. május 2.        |      | RSC Anderlecht    |
| 18   | CS    | Mohammed Fadl           | 1981. július 21.      |      | Iszmáíli SC       |
| 19   | CS    | Amr Zaki                | 1983. április 1.      |      | Ez-Zamálek        |
| 20   | V     | Váel Gomaa              | 1975. augusztus 3.    |      | asz-Szajlijja SC  |
| 21   | KP    | Haszan Mosztafa         | 1979. november 20.    |      | al-Vahda Klub     |
| 22   | KP    | Mohammed Abu Tríka      | 1978. november 7.     |      | al-Ahli           |
| 23   | K     | Mohanmed Szobhi         | 1981. augusztus 30.   |      | Iszmáíli SC       |

### Híresebb játékosok
- Mohammed Abu Tríka
- Mido
- Hosszám Gáli
- Mohammed Zídán
- Ahmed Haszan
- Emád Motaab
- Amr Zaki
- Eszám el-Hadari
- Hoszni Abd Rabo
- Mahmúd el-Hatíb
- Hoszám Haszan
- Száleh Szelím
- Haszan Seháta
- Mahmúd Mohtár et-Tets
- Hádi Hasába
- Szamír Kámúna
- Ibráhím Haszan
- Abd esz-Szattár Szábri
- Háni Ramzi
- Rábejja Jászín
- Ahmed Súbajr
- Szábet al-Batál
- Musztafa Júnisz
- Musztafa Abdo
- Mágdi Abd el-Gáni
- Rifát el-Fanágíli
- Huszejn Hegázi
- Táher Abu Zajd
- Mahmúd el-Gohári
- Válid Szaláh ed-Dín
- Szajjed Abd el-Háfíz
- Náder esz-Szajjed
- Ahmed Fauzi
- Musztafa Manszúr
- Mohamed Szaláh